# Estland op het Eurovisiesongfestival 2003
Estland nam deel aan het Eurovisiesongfestival 2003 in Riga, de hoofdstad van Letland. Het was de 9de deelname van het land op het Eurovisiesongfestival. De selectie verliep via het jaarlijkse Eesti Laul, waarvan de finale plaatsvond op 8 februari 2003. ETV was verantwoordelijk voor de Estse bijdrage voor de editie van 2003.

## Selectieprocedure
De nationale finale vond plaats op 8 februari 2003 in de studio's van de nationale omroep in Tallinn en werd gepresenteerd door  Marko Reikop en Romi Erlach
In totaal deden er 10 artiesten mee aan deze nationale finale. 
De winnaar werd bepaald door een internationale jury.
| Plaats | Artiest        | Lied                      | Punten |
| 1ste   | Ruffus         | "Eighties Coming Back"    | 65     |
| 2de    | Koit Toome     | "Know What I Feel"        | 64     |
| 3de    | Kadi Toom      | "We Are Not Done"         | 58     |
| 4de    | Nightlight Duo | "I Can B the 1"           | 52     |
| 5de    | Kadi Toom      | "Have a Little Faith"     | 48     |
| 6de    | Maiken         | "No Matter What It Takes" | 47     |
| 7de=   | Family         | "Don't Ever Change"       | 33     |
| 7de=   | Slobodan River | "What a Day"              | 33     |
| 9de=   | Vanilla Ninja  | "Club Kung Fu"            | 32     |
| 9de=   | Viies Element  | "Have It Your Way"        | 32     |

## In Riga
In Letland moest Estland aantreden als 23ste, net na België en voor Roemenië . Op het einde van de puntentelling bleek dat ze op een 21ste plaats waren geëindigd met 14 punten. 
Nederland en België hadden geen punten over voor deze inzending.

### Gekregen punten

#### Finale
| 12 punten | 10 punten | 8 punten              | 7 punten  | 6 punten  |
| --------- | --------- | --------------------- | --------- | --------- |
|           |           | - Ierland             |           |           |
| 5 punten  | 4 punten  | 3 punten              | 2 punten  | 1 punt    |
|           |           | - Verenigd Koninkrijk | - Rusland | - IJsland |

### Punten gegeven door Estland

#### Finale
Punten gegeven in de finale:
| 12 punten | Rusland    |
| 10 punten | Noorwegen  |
| 8 punten  | België     |
| 7 punten  | Zweden     |
| 6 punten  | Oostenrijk |
| 5 punten  | Letland    |
| 4 punten  | Polen      |
| 3 punten  | Oekraïne   |
| 2 punten  | Duitsland  |
| 1 punt    | IJsland    |